# Fallout: Brotherhood of Steel
| Recensioner     | Recensioner     |
| Recensionsbetyg | Recensionsbetyg |
| Publikation     | Betyg           |
| --------------- | --------------- |
| Gamespot        | [ 1 ]           |
| Gamespy         | [ 2 ]           |
| IGN             | [ 3 ]           |

Fallout: Brotherhood of Steel är ett third-person shooter/rollspel utvecklat av Interplay Entertainment och utgivet under 2004. Spelet utspelar sig i ett postapokalyptiskt Texas istället för i Kalifornien, vilket de båda originalspelen gjorde. Spelet betraktas inte som kanoniskt till de övriga Fallout-spelen. Det var det första spelet i Fallout-serien att släppas till spelkonsol istället för till Microsoft Windows eller Macintosh.
Spelet skulle ha fått en uppföljare, vid namn Fallout: Brotherhood of Steel 2, men detta spel såg aldrig dagens ljus då Interplay var tvungna att avskeda majoriteten av sina anställda år 2004.

## Handling
Året är 2208 och du får valet att välja mellan tre olika karaktärer; Cain, Cyrus eller Nadia. Dessa har alla svurit sin trohet till Texas-varianten av Brotherhood of Steel. Man får sitt första uppdrag av brödraskapet, som går ut på att hitta en förlorad Brotherhood of Steel-paladin, som tros befinna sig i staden Carbon. Väl där får man reda på att stadens borgmästare har sålt staden till Raiders och man måste nu kämpa mot borgmästaren. Efter att ha gjort detta så attackeras staden av Raiders, vilka man måste ta hand om. Uppdraget härefter är att bege sig till staden Los, för att söka efter mutanter. Med sig på sin resa har man Vault Dweller (protagonisten från Fallout). Väl framme väntar många fler uppdrag på en.